# Venturia longicauda
Venturia longicauda là một loài tò vò trong họ Ichneumonidae.